# Бык (приток Фёдоровки)
Бык (овраг Бык) — река в России, протекает по Кантемировскому району Воронежской области. Левый приток Фёдоровки.

## География
Река берёт начало у хутора Бык. Течёт на северо-запад. Устье реки находится юго-восточнее посёлка Кантемировка в 6 км по левому берегу реки Фёдоровка. Длина реки составляет 14 км, площадь водосборного бассейна — 78,1 км².

## Данные водного реестра
По данным государственного водного реестра России относится к Донскому бассейновому округу, водохозяйственный участок реки — Дон от города Павловск и до устья реки Хопёр, без реки Подгорная, речной подбассейн реки — бассейны притоков Дона до впадения Хопра. Речной бассейн реки — Дон (российская часть бассейна).
Код объекта в государственном водном реестре — 05010101212107000004669.